# Lilltjärnet (Gunnarskogs socken, Värmland)
Lilltjärnet är en sjö i Arvika kommun i Värmland som ingår i Göta älvs huvudavrinningsområde.